# Северные Соломоновы острова
Северные Соломоновы острова (англ. North Solomon Islands) — самая северная группа островов архипелага Соломоновы острова, которая входит не в состав государства Соломоновы Острова, а в состав государства Папуа — Новая Гвинея.
Архипелаг Соломоновы острова был открыт испанским мореплавателем Альваро Менданья де Нейра 17 февраля 1568 года, но до конца XIX века он оставался вне контроля европейцев.
В апреле 1885 года Германская империя объявила протекторат над северными из Соломоновых островов: Бугенвилем, Букой, Шуазёлем, Санта-Исабель и Онтонг-Джава. В 1893 году Великобритания объявила протекторат над самыми южными островами архипелага, а в 1898 году к протекторату Британские Соломоновы острова были добавлены и центральные острова архипелага.
В 1899 году было подписано Берлинское соглашение, в соответствии с которым в обмен на отказ Великобритании от притязаний на Самоа Германия передала ей Шуазёль, Санта-Исабель, Онтонг-Джава и Шортленд, но сохранила за собой Бугенвиль с прилегающими небольшими островами, которые вошли в состав колонии Германская Новая Гвинея.
Во время Первой мировой войны острова были в 1914 году оккупированы австралийскими войсками, а после войны вошли в состав образованной Лигой Наций мандатной территории Новая Гвинея, переданной под управление Австралии. В соответствии с Актом о Папуа и Новой Гвинее от 1949 года Территория Новая Гвинея и Территория Папуа были объединены в единое административное образование Территория Папуа — Новая Гвинея. 1 сентября 1975 года Северные Соломоновы острова в одностороннем порядке объявили о своей независимости от управляемой Австралией территории Папуа — Новой Гвинеи, которая сама должна была стать независимым государством 16 сентября. Республика Северных Соломоновых островов просуществовала шесть месяцев. В начале 1976 года власти непризнанной республики согласились на вхождение в состав Папуа — Новой Гвинеи в качестве Автономного региона Бугенвиль.